# O Mínimo Que Você Precisa Saber para Não Ser um Idiota
O Mínimo que Você Precisa Saber para não Ser um Idiota (estilizado em caixa baixa) é um livro do teórico da conspiração brasileiro Olavo de Carvalho, organizado pelo jornalista brasileiro Felipe Moura Brasil. A obra consiste em uma coletânea de 193 artigos e ensaios escritos entre 1997 e 2013 que foram publicados na imprensa brasileira. O livro está dividido em 25 capítulos ou macrotemas, que se desdobram em subtemas. Dentre alguns dos assuntos abordados estão conhecimento, juventude, inteligência, religião, ciência, socialismo, inveja e aborto, mas também teorias da conspiração. A obra inspirou ataques a Paulo Freire.